# 문서24
문서24는 국민이 정부기관이나 공공기관에 인터넷으로 공문서를 제출할 수 있는 전자정부 서비스이다. 2016년 7월 22일 당시 행정자치부가 서비스를 시작하였고, 현재 행정안전부가 운영하고 있다.
이 서비스가 시작되기 전까지는 국민이 공문서를 인쇄한 종이 서류를 들고 정부기관이나 공공기관을 방문하여 제출하거나, 등기 등 우편으로 제출해야 했다. 정부기관이나 공공기관의 담당자는 그 종이 서류를 접수하고, 스캔하여 전자 파일로 변환한 후, 기관 내부의 온-나라 문서 시스템 등에 등록하고 나서도, 원본 종이 서류를 별도로 보관해야 했다.
이 서비스를 이용하는 국민은 회사나 집 등 원하는 장소에서 인터넷으로 접속한 후, 제목, 본문, 첨부 등을 입력하고, 접수할 정부기관과 부서를 지정하여 제출할 수 있다. 이렇게 제출된 문서는 정부 전자문서유통시스템을 통해 접수기관에 전자적으로 도달하고, 접수기관의 담당자가 온-나라 문서 시스템 등에서 확인하고 전자적으로 접수하고, 열람한 후 처리한다.

## 추진경과
- 2016년 6월 17일, 서비스 시범 운영 개시
- 2016년 7월 22일, 정식 서비스 개시
- 2016년 11월 9일, 정부3.0 우수사례 경진대회에서 발표 및 장관상 수상
- 2017년 12월 8일, 한국행정학회가 2017년 우수행정 및 정책사례의 하나로 선정
- 2018년 7월 12일, 매일경제가 국가대표브랜드 대상의 하나로 선정[2][3]
- 2018년 9월 3일, 중앙부처, 지자체, 공공기관의 모든 행정업무로 확대[4]